# João Aguiar
João Casimiro Namorado de Aguiar (Lisboa, 28 de octubre de 1943-Lisboa, 3 de junio de 2010) fue un periodista y escritor portugués.

## Biografía
Su infancia transcurrió en Beira, en el África Oriental Portuguesa, actual Mozambique. Se graduó en periodismo por la Universidad Libre de Bruselas, después de haber trabajado en el sector del turismo de Portugal en Bruselas y Ámsterdam. Regresó a Portugal en 1976 para dedicarse al periodismo.
Trabajó para la Radio y Televisión de Portugal (donde comenzó su carrera en 1963) y diversos periódicos diarios y semanales, tales como el Daily News, A Luta, Diário Popular, O País y Sábado. En 1981 fue nombrado secretario de prensa del entonces Ministro de Calidad de Vida. Colaboró regularmente en la revista mensual Superinteressante, siendo miembro de su Consejo Asesor. Falleció en Lisboa el 3 de junio de 2010, víctima de cáncer.

## Principales obras
- Uma incursão no esoterismo português (1983)
- A voz dos deuses (1984) - reeditado en 2005 como Viriato. Iberia contra Roma
- O homem sem nome (1986)
- O trono do altíssimo (1988)
- O canto dos fantasmas (1990)
- Os comedores de pérolas (1992)
- A hora de Sertório (1994)
- A encomendação das almas (1995)
- Navegador solitário (1996)
- Inês de Portugal (1997)
- O dragão de fumo (1998)
- A catedral verde  (2000)
- Diálogo das compensadas (2001)
- Uma deusa na bruma (2003)
- O sétimo herói (2004)
- O jardim das delícias (livro) (2005)
- O tigre sentado (livro) (2005, 2ª ed.)
- Lapedo – uma criança no vale (2006)
- O priorado do cifrão (2008)
- Sertorio, un general contra Roma (2009)

João Aguiar también es autor de colecciones infantiles y juveniles: 

- O Bando dos Quatro
- Sebastião e os Mundos Secretos.

Otras obras

- A Orquídea Branca, libreto para ópera con música de Jorge Salgueiro, (estrenada el 27 de octubre de 2008)
- Eu vi morrer o III Reich, de Manuel Homem de Mello (Coordinación y comentarios de João Aguiar) (Ediciones Vega, Lisboa)